# Arnia (crambídeos)
Arnia (Crambidae) é um gênero de mariposa pertencente à família Crambidae.